# Ministerio de Desarrollo, Industria y Comercio Exterior (Brasil)
El Ministerio de Desarrollo, Industria y Comercio Exterior de Brasil (en portugués: Ministério do Desenvolvimiento, Indústria e Comércio Exterior) fue creado por la ley n.º 3.782 de 22 de julio de 1960 durante el gobierno del presidente Juscelino Kubitschek. Durante el gobierno del presidente  Fernando Collor de Mello fue cerrado y sus atribuciones fueron divididas en otros ministerios. Fue reconstituido en el durante el gobierno del presidente Itamar Franco.

## Áreas de competencia

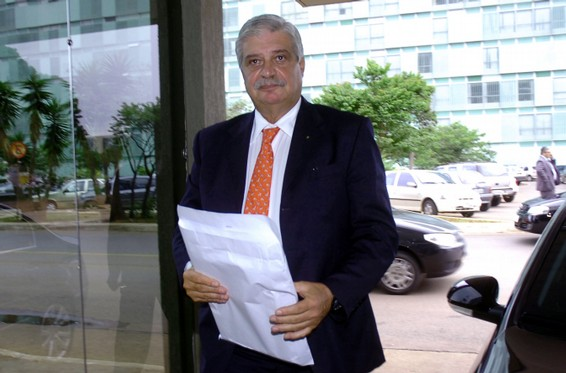
El 29 de enero de 2008, el ministro de Desarrollo, Industria y Comercio Exterior, Miguel Jorge, llega al ministerio para participar de una reunión de la Cámara de Comercio Exterior (Camex). Foto:José Cruz/ABr

- Política de desarrollo de industria, de comercio y de Servicios
- Propiedad intelectual y transferencia de tecnología.
- Metrología, normalización y calidad industrial
- Políticas de comercio exterior
- Regulación y ejecución de los programas y actividades relativas al comercio exterior
- Aplicación de mecanismos de defensa comercial.
- Participación en negociaciones internacionales relativas a comercio exterior
- Formulación da política de apoyo a la microempresa, pyme y artesanado
- Ejecución de las actividades del registro de comercio

## Entidades vinculadas
- Superintendencia de la Zona Franca de Manaos (Brasil) (Suframa)
- Instituto Nacional de Propiedad Industrial (INPI)
- Instituto Nacional de Metrologia, Calidad y Tecnología (Brasil) (Inmetro)
- Banco Nacional de Desenvolvimento Econômico e Social (BNDES)
- Agencia de Promoción de Exportaciones y Inversiones (Brasil) (Apex-Brasil)
- Agencia Brasileña de Desarrollo Industrial (Brasil) (ABDI)